# 하나미촌
하나미촌(花見村)은 돗토리현의 중부, 도하쿠군에 속해있던 촌이다. 현재의 유리하마정에 해당한다.

## 개요
1952년 12월 31일 당시 인구는 2,450명, 면적은 14.84㎢였다.

## 역사
- 1889년 10월 1일 - 정촌제 시행에 의해 가와무라군 하나미촌이 성립하였다.
- 1896년 4월 1일 - 군통합에 의해 도하쿠군에 소속되었다.
- 1953년 4월 1일 - 도고마쓰자키정,도네리촌과 합병해 도고정이 성립하여, 동일 하나미촌은 폐지되었다.

## 교통

### 철도
- 일본국유철도
  - 산인본선